# Eileen Gu
Eileen Feng Gu (født 3. september 2003), kinesiske navn: Gu Ailing, er en kinesisk freestyleskiløber, der konkurrerer i disciplinerne Halfpipe, Slopestyle, og big air, siden 2019. Hun har tidligere repræsenteret USA ved VM i freestyle skiløb 2018-19.
Hun deltog ved verdensmesterskabet i freestyle-skiløb i 2021, hvor hun vandt to guldmedaljer i konkurrencerne halfpipe og slopestyle. Gu blev den første freestyle-skiløber til at vinde to guldmedaljer ved verdensmesterskabet. Hun vandt også en bronzemedalje i disciplinen big air. Samme år, i 2021, blev Gu den første kvinde til at lande en double cork 1440.
Ved Vinter-OL 2022 i Beijing vandt hun, som den yngste freestyle-skiløber, OL-guld i big air. Hun landede sit første forsøg nogensinde på en double cork 1620, som den bare anden kvinde, efter franske Tess Ledeux der også vandt sølv ved samme konkurrence.

## Resultater ved verdensmesterskabet
- 8 sejre: 5 halfpipe, 2 slopestyle, 1 big air
- 12 gange på podiet: 6 halfpipe, 5 slopestyle, 1 big air

| Repræsenterer | Sæson     | Dato              | Lokation              | Disciplin  | Placering |
| ------------- | --------- | ----------------- | --------------------- | ---------- | --------- |
| USA           | 2018-2019 | 12. januar 2019   | Font Romeu, Frankrig  | Slopestyle | 2.        |
| USA           | 2018-2019 | 27. januar 2019   | Seiser Alm, Italien   | Slopestyle | 1.        |
| Kina          | 2019-2020 | 7. september 2019 | Cardrona, New Zealand | Halfpipe   | 2.        |
| Kina          | 2019-2020 | 14. februar 2020  | Calgary, Canada       | Halfpipe   | 1.        |
| Kina          | 2019-2020 | 15. februar 2020  | Calgary, Canada       | Slopestyle | 1.        |
| Kina          | 2020-2021 | 21. november 2020 | Stubai, Østrig        | Slopestyle | 3.        |
| Kina          | 2021–2022 | 4. december 2021  | Steamboat, UAA        | Big Air    | 1.        |
| Kina          | 2021–2022 | 10. december 2021 | Copper Mountain, USA  | Halfpipe   | 1.        |
| Kina          | 2021–2022 | 30. december 2021 | Calgary, Canada       | Halfpipe   | 1.        |
| Kina          | 2021–2022 | 1. januar 2022    | Calgary, Canada       | Halfpipe   | 1.        |
| Kina          | 2021–2022 | 8. januar 2022    | Mammoth Mountain, USA | Halfpipe   | 1.        |
| Kina          | 2021–2022 | 9. januar 2022    | Mammoth Mountain, USA | Slopestyle | 2.        |

## Statsborgerskab
Gu er født i USA og har amerikansk far og førstegenerations immigrantmor fra Kina. Gu har konkurreret for Kina siden juni 2019, efter at have anmodet om et nyt statborgerskab hos Det Internationale Skiforbund. Hendes mål var at konkurrere for Kina ved vinter-OL 2022. Ved at annoncere ændringen sagde hun, at hun gennem skiløb håber "at hjælpe med at inspirere millioner af unge mennesker" i Kina og "at forene mennesker, fremme fælles forståelse, skabe kommunikation og skabe venskaber mellem nationer." Hun taler desuden flydende Mandarin og engelsk og hun studerer desuden hos Stanford University i Palo Alto.
Gu har afvist at afsløre sit statsborgerskab. Kina anerkender ikke dobbelt statsborgerskab, og det kinesiske generalkonsulat i New York fortalte til BBC, at Gu skulle være blevet naturaliseret eller opnået permanent opholdsstatus i Kina for at kunne konkurrere for sit hold. I interviews kommenterede Gu: "Ingen kan benægte, at jeg er amerikaner, ingen kan benægte, at jeg er kineser." Hun sagde også: "Når jeg er i USA, er jeg amerikaner, men når jeg er i Kina er jeg kineser." Hendes situation omkring statsborgerskabet er blevet stærkt kritiseret i USA, og efter OL-triumfen i 2022, var hashtagget #EileenGuTraitor (Eileen Gu er en forræder) blandt de mest populære i USA. Mange mente, at hun ved at stille op for Kina er med til sportwashing for Kina.

## Modelkarriere
Gu har også en karriere som modemodel og er repræsenteret af bureauet IMG Models. Fra januar 2022 har hun deltaget i en række kampagner, herunder for Fendi og Gucci, IWC Schaffhausen og Tiffany & Co. og Louis Vuitton. Gu har optrådt på flere magasinforsider, herunder Elle og Vogue China.